# Rietdorf (Ihlow)
Rietdorf ist ein Ortsteil der Gemeinde Ihlow im Landkreis Teltow-Fläming im Land Brandenburg.

## Geografische Lage

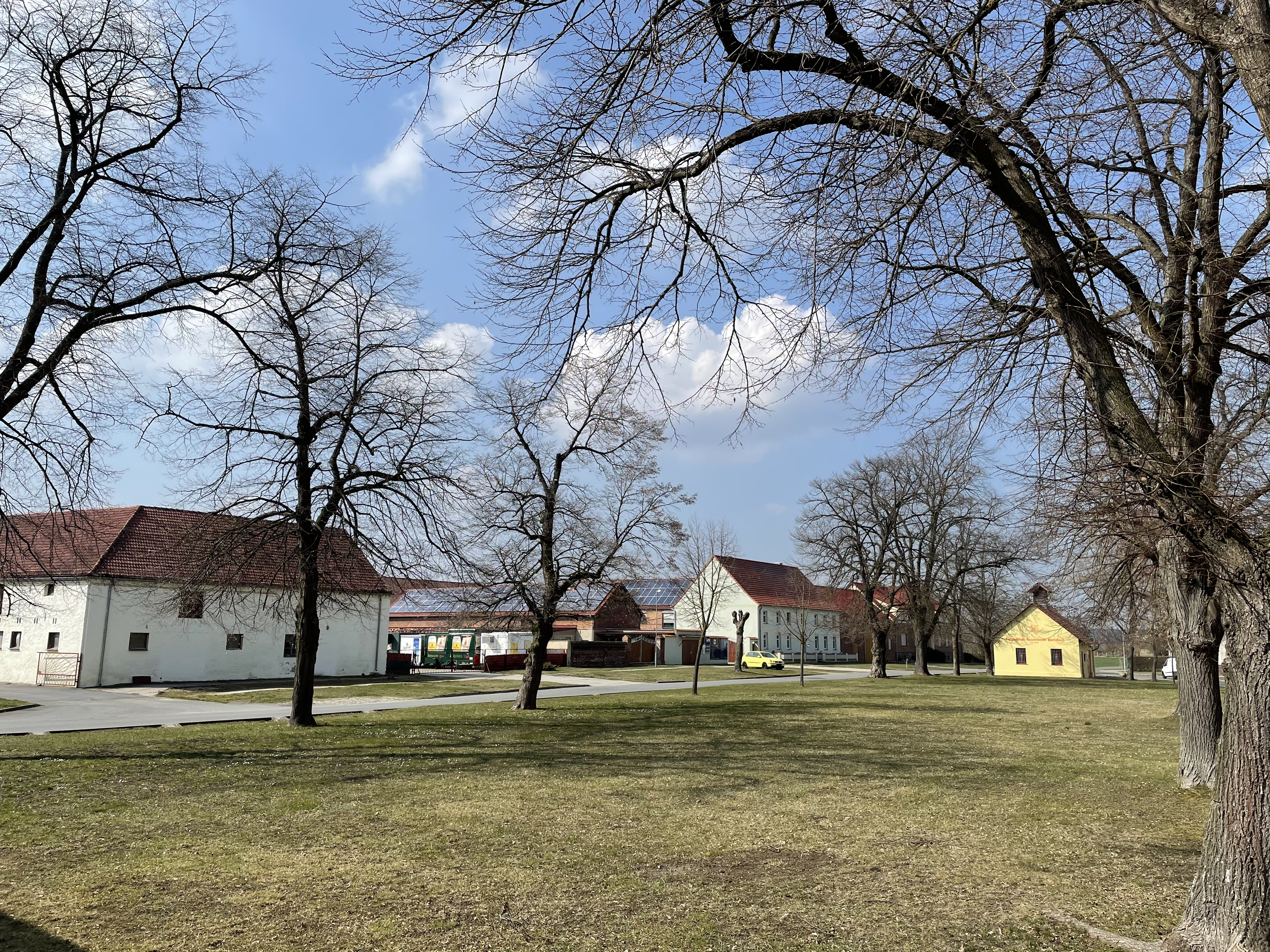
Dorfanger, 2021

Das linsenförmige Angerdorf liegt nordöstlich des Gemeindezentrums und grenzt im Norden an den Ortsteil Gebersdorf der Stadt Dahme/Mark an. Diese befindet sich südöstlich von Rietdorf. Im Süden liegt mit Niendorf ein weiterer Ortsteil von Ihlow, ebenso mit Illmersdorf im Westen. Der Großteil der Gemarkung wird landwirtschaftlich genutzt, lediglich im Norden sind einige Flächen bewaldet. Im Norden befindet sich mit dem Wendpfuhl das einzige Gewässer des Ortsteils. An seinem südlichen Ufer ist ein Meliorations graben, der in den nach Osten verlaufenden Moosebach entwässert. Am südlichen Ende der Wohnbebauung befindet sich mit dem Uppstallgraben ein weiterer Meliorationsgraben, der ebenfalls in den Moosebach entwässert. Zu einer früheren Zeit befand sich im Nordwesten die wüste Feldmark Frankendorf.

## Geschichte und Etymologie

### 13. bis 16. Jahrhundert

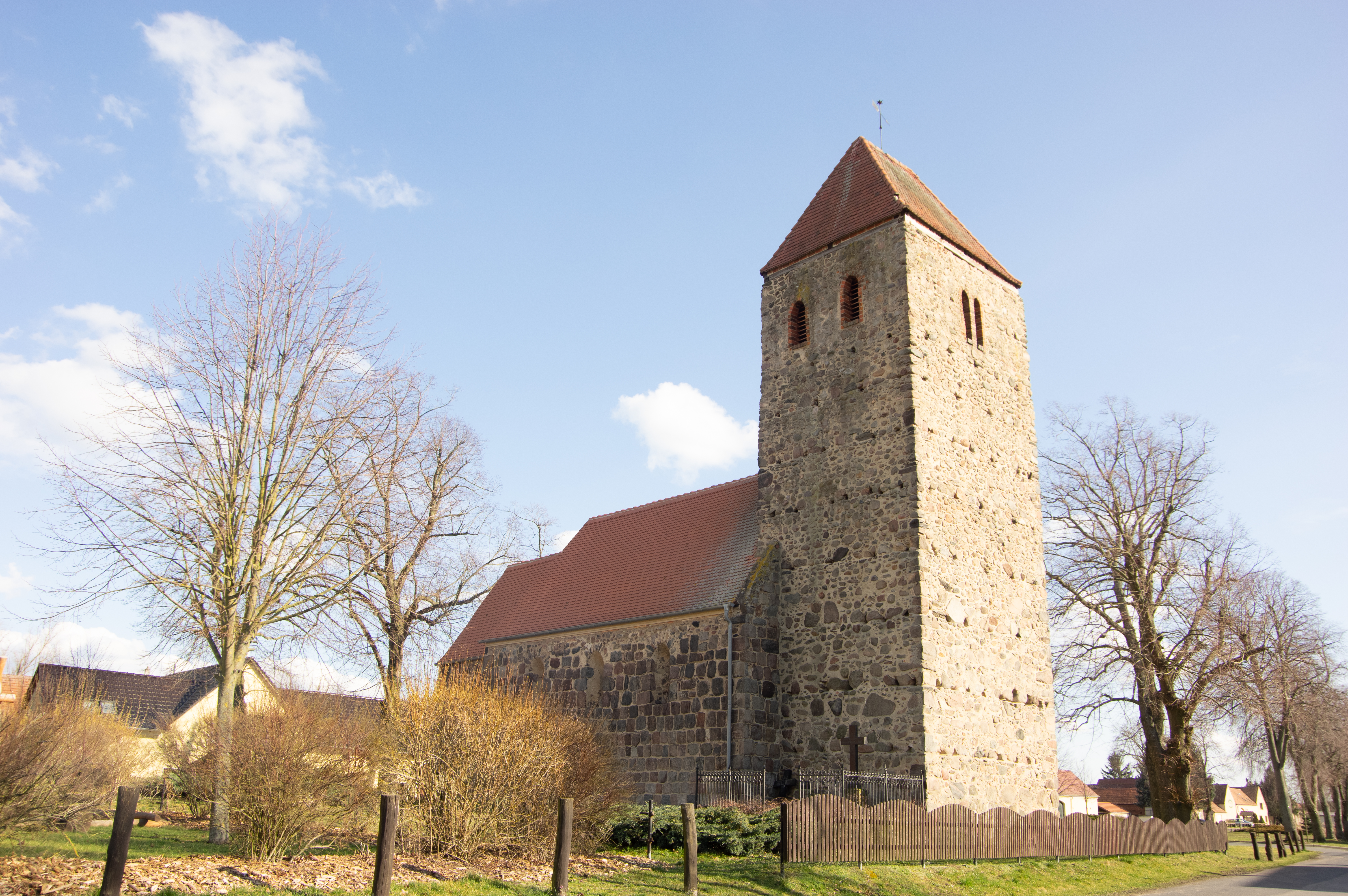
Dorfkirche Rietdorf

Im Jahr 1231 erschien ein Arnoldi de Ritdorf in den Dokumenten, der damit die erste (indirekte) urkundliche Erwähnung des Ortes darstellt. Mit dem Leutpriester (Pleban) Otto, der 1265 als Otto plebanus de Rithdorf überliefert ist, gibt es eine weitere indirekte Erwähnung des Dorfes. In dieser Zeit entstand in der ersten Hälfte des 13. Jahrhunderts eine Feldsteinkirche. Rietdorf befand sich vor 1386 bis 1388 in der Herrschaft Dahme und kam im genannten Jahr in den unmittelbaren Besitz des Erzbistums Magdeburg. Dieser verlieh den Ort von 1390 bis 1405 an die Herren von Dahme (Dahmis), bis schließlich das Amt Dahme das Dorf mit der Ober- und Untergerichtsbarkeit sowie dem Kirchenpatronat bis 1872 übernahm. In der Frühzeit gab es jedoch bis zu 14 Anteile an Hufen und Hebungen, die neben dem bereits erwähnten ersten Anteil eine komplexe Eigentümerstruktur darstellen. Diese Anteile kamen sukzessive zum Erzbischof bzw. zum Amt. So besaß bis nach 1414 der Bürger Koch aus Jüterbog Hebungen, die im Jahr 1414 der Familie von Trotha zur Anwartschaft eingeräumt wurden. Sie beliefen sich auf viermal zwei Hufen zu je 2 Malter Korn, 1 Malter Gerste und 1 Malter Hafer sowie 2 Hühner und vermutlich auch Geld aus den genannten zwei Hufen. Von zwei weiteren Hufen erhielt er 1 Malter Roggen, 1 Malter Gerste, 1 Malter Hafer, 2 Hühner und Geld. Hinzu kam der Fleischzehnt aus allen Hufen und von zwei Erben den Schoss. Ein dritter Anteil lag bis 1541 beim Bürger Günther aus Jüterbog, der ihn 1451 an den Bürger Heinrichsdorf in Treuenbrietzen weitergab. Dieser zog nach Jüterbog um und betrieb in Berlin ein Gewerk als Perlen- und Seidensticker. Von dort gelangte der Anteil im Jahr 1655 bis 1691 an den Rittmeister Junack bzw. dessen Erben, die ihn im Jahr 1691 an die Familie Wollersheim weitergaben. Diese verkauften ihn 1742 an die Familie Flemming, die ihn bis nach 1813 hielten. Es handelte sich um Hebungen aus zwei Hufen, die jede 18 Scheffel Roggen gaben (1451) bzw. Hebungen, die 12 Scheffel Roggen, 6 Scheffel Hafer und 6 Scheffel Gerste erbrachten (1478). Ein Herr Rode erhielt bis 1451 Geldhebungen, die im genannten Jahr bei der Familie von Hoym lagen. Ein fünfter Anteil lag bis 1454 bei einem Herrn Roder, kam bis 1487 zu einem Herrn Kule und bis nach 1490 zur Familie von Waldenberg. Von dort ging der Anteil bis 1524 an die Familie Glaser, anschließend an den Bürger Gadegast aus Jüterbog. Es handelte sich um Hebungen, von denen zwei Hufen 2 Malter Korn, 1 Malter Gerste und Geld erbrachten. Zwei weitere Hufen brachten 3 Malter Gerste, ein Hof zahlte Geld (1454). Diese Hebungen wurden geteilt: Eine Hälfte besaß bis 1555 der Sekretär Harländer, danach bis 1568 die Familie von Klitzing, anschließend bis nach 1632 ein Herr Uder. Von 1653 bis 1672 hielten der Ratsmeister Hahn zu Halle (Saale) und sein Sohn den Anteil, anschließend der Amtshauptmann zu Petersberg, Hahn von Klitzing. Dieser Anteil gelangte von 1672 für drei Jahre an den Arzt Birnbaum, 1675 an die Familie Junack und von dort im Jahr 1684 bis nach 1759 an die Familie Flemming. Die zweite Hälfte besaß von 1555 bis nach 1563 der Geleitsmann Erfurt zu Jüterbog. Ein sechster Anteil lag von vor 1457 bis nach 1468 bei der Familie Roder und wurde in dieser Zeit im Jahr 1457 der Familie von Hoym zu Ermsleben zur Anwartschaft eingeräumt. Er bestand aus Hebungen aus zweimal einer Hufe, die jede 12 Scheffel Korn gaben. Eine weitere Hufe gab 1 Malter Korn, je 6 Scheffel Gerste und Hafer sowie Geld. Drei Hufen gaben zusammen 3 Malter Korn, je 18 Scheffel Hafer und Gerste sowie Geld (1457). Einen siebten Anteil hielt von vor 1466 bis 1484 der Bürger Felgentreu aus Jüterbog, der ihn an die Familie Freudemann verkaufte. Der Kanzleischreiber bzw. dessen Erben hielten ihn bis 1567 und verkauften ihn an die Familie von Schönermark. Sie hielt ihn nur zwei Jahre und gab ihn an die Familie von Rathenow weiter, die ihn wiederum 1595 an die Familie von Löben veräußerte. Von dort kam er 1657 an die Familie von Koseritz, im Jahr 1681 an die Familie von Drandorf und von dort 1689 an die Familie von Birckholtz. Sie verkaufte ihn 1714 an die Familie Leipzig(er), die ihn bis nach 1797 besaß. Es handelte sich um umfangreiche Geldhebungen und 6 Malter Hafer (1466) bzw. 18 Scheffel Roggen, je 12 Scheffel Gerste und Hafer, zwei Rauchhühner, den Fleischzehnten sowie Geld von drei Dorf- und einer Frankendorfer Hufe, je 6 Scheffel Gerste und Hafer sowie Geld von einer Dorf- und einer Frankendorfer Hufe, je 12 Scheffel Roggen, Gerste und Hafer, Geld, drei Rauchhühner und den Fleischzehnten von zwei Dorfhufen mit Freiheiten sowie weiteren Diensten. In den 1514 und 1558 leistete die Windmühle zusätzlich 6 Scheffel Roggen. Ein achter Anteil besaß vor (?) 1446 bis 1516 der Bürger Laurentz aus Jüterbog, der ihn im genannten Jahr an die von Thümen weitergab. Sie verkauften ihn 1583 an die von Seelen, die ihn bis 1669 hielten. Es handelte sich um Hebungen aus drei Hufen, die zusammen 102(!) Wispel Roggen, 18 Scheffel Hafer, 18 Scheffel Gerste, drei Hühner, drei Mandeln Eier, 3 Mandeln Stroh, den Fleischzehnten und Geld erbrachten (1466). Den neunten Anteil besaßen vor (?) 1466 die Gebrüder Lindwurm und Gebrüder Rode. Es waren sechs Dorfhufen, von denen jede 1 Malter Roggen, 6 Scheffel Hafer, 6 Scheffel Stroh, 9 Hühner, den Fleischzehnten, 1⁄2 Schock Stroh, 8 Eier und Geld (1466) erbrachte. Den zehnten Anteil besaß vor 1466 bis nach 1573 der Bürger Puhlmann aus Jüterbog. Er erhielt die Hebungen von drei Erben, die je 1 Wispel und 12 Scheffel Korn gaben (1466). Der elfte Anteil lag vor (?) 1446 beim Bürger Stegemann aus Jüterbog, der ihn 1521 an den Bürger Freudemann aus Halle (Saale) verkaufte und der somit diesen mit seinem siebten Anteil vereinigen konnte. Er bestand aus Hebungen aus zwei Hufen die jede 18 Scheffel Roggen gab (1466). Ein zwölfter Anteil war bis 1405 ein Afterlehen der Herren von der Dahme und lag vor 1405 bei der Familie von Gliechow, kam vor 1466 bis 1494 an den Bürger Wergzahna aus Jüterbog, der ihn wiederum an die von Thüna verkaufte. Sie gaben ihn im Jahr 1505 an den Kanzleischreiber Freudemann aus Jüterbog weiter, der ihn bis vor 1524 hielt. Es handelte sich um Hebungen von vier Dorfhufen und zwei wüsten Hufen in Frankendorf. Sie stammten von zwei Zweidorfhufnern, die jeder eine wüste Hufe im genannten Ort bewirtschafteten. Sie gaben 1 Malter Roggen, 2 Malter Hafer, 2 Malter Gerste, 6 Hühner, 1 Schock Stroh, 1 Mandel Eier, den Fleischzehnten und Geld (1466). Den 13. Anteil besaß bis 1482 der Bürger Jüngermann aus Jüterbog, der ihn an die Familie von Drauschwitz verkaufte. Sie veräußerte ihn 1487 an die Familie von Raschkau, die ihn bis 1621 hielt. Danach kam er wahrscheinlich nach 1652 an die Familie von Klitzing, von dort bis 1654 an die Familie Schlomach. Es handelte sich um Hebungen aus einem Erbe, die 3 Malter Roggen, je 18 Scheffel Gerte und Hafer, den Dienst, den Zehnten und Geld ergaben (1482). Den 14. Anteil hielt bis 1487 der Bürger Jungermann aus Jüterbog. Er gab ihn im genannten Jahr an den Bürger Kühen aus Herzberg weiter. Der Anteil ergab Hebungen aus drei Erben, von denen 1 je 12 Scheffel Korn und Gerste, 6 Scheffel Hafer und Geld gab. Zwei weitere Erben gaben jeder 12 Scheffel Korn (1487). Dieser 14. Anteil wurde anschließend geteilt: Von 1492 bis nach 1510 hielt der Bürger Hoppe aus Jüterbog einen Teil und gab in bis 1535 an den Kammerdiener von Hietzhaim, danach an die von Falkenhagen, die ihn mit dem zweiten Teil vereinigten. Dieser lag von 1492 bis 1611 beim Bürger Jungermann aus Jüterbog. Er erhielt die Hälfte der Hebungen bzw. spätestens 1568 die Hebungen im vollen Umfang, bevor auch dieser Anteil geteilt wurde. Die Familie von Hagen erhielt von 1611 bis 1658 die Einkünfte eines Erben in Höhe von 6 Scheffel Hafer (1611), während der zweite Teil von 1611 bis 1613 beim Bürger Jungermann lag. Er kam anschließend für zwei Jahre in den unmittelbaren Besitz des Administrators und von dort bis 1654 an die Familie von Löben. Im genannten Jahr übernahm der kurfürstlich brandenburgische Hof- und Konsistorialrat Reinhart bzw. dessen Erben, die ihn im Jahr 1770 bis nach 1815 an den Bürger Balzer aus Jüterbog weiterverkauften. Es handelte sich dabei um die Hebungen im Umfang des Jahres 1487 ohne die Hebungen des Hafers von 1615.
Der Ort wurde in dieser Zeit im Jahr 1388 als Rytdorff bezeichnet, in dem 1395 ein Dorfschulze benannt wurde. Aus dem Jahr 1457 ist die Bezeichnung Im dorff zu Ritterßdorff überliefert.

### 16. Jahrhundert
Um 1500 fand eine Steuererhebung im Erzstift Magdeburg statt, nach der die Bewohner von Rietdorf 14 Schock 3 Groschen zur Anlage zahlen mussten. Eine weitere Angabe über die zu zahlenden Steuern ergab sich aus dem Anschlagk der bewilligten steure vff gehaltenem Landtage zu Magdeburg dienstags nach Lucie 1516 mit 20 Rheinischen Gulden (fl) zur Steuer. Das Register über die Aufnahme der im Jahr 1534 verwilligten Steuer des 50. Pfennigs ergab 16 fl 18 gr 7 Pfennig (d) zum 50. Pfenning. Bei einer Visitation der Kirchen und Klöster im Erzstift Magdeburg Im Jahr 1562 wurden im Dorf 22 Hauswirte (=Haushalte) festgestellt. Dem Pfarrer standen in diesem Jahr zwei Pfarrhufen zur Verfügung, die er verpachtet hatte. Von dort erhielt er 1 Malter Korn, 14 Scheffel Gerste und 1 Malter Hafer. Der Küster bekam 15 Scheffel Korn; die Kirche besaß ein Stück Acker, auf denen in drei Jahren fünf Scheffel Korn ausgebracht werden konnte. Hinzu kam eine Wiese. Bei der Visitation wurde allerdings auch festgestellt, dass es weder eine Pfarre, noch eine Küsterei gab („ist alles verwüstet“) und der Pfarrer daher in Dahme/Mark wohnte. Im Jahr 1586 lagen die Abgaben ausweislich einer Einnahme und Ausgabe des 70. Pfennigs zur Landsteuer 1586/1587 bei 9 Taler 13 gr 7 d zum 70. Pfenning.

### 17. Jahrhundert
Um 1625 lebten im Dorf der Lehnschulze mit zwei Lehn- und einer Erbhufe sowie 16 Bauern, die zusammen 37 Hufen bewirtschafteten. Der Pfarrer besaß zwei weitere Hufe. Zusammen mit vier Kossäten („Gärtnern“) hatte Rietdorf somit 21 Einwohner (=Familien), die 42 Hufe bewirtschafteten. Im Dreißigjährigen Krieg wurde das Dorf komplett zerstört. Alle Bauern- und Kossätenhöfe lagen wüst; 1646 galt Rietdorf als „ganz abgebrannt, steht davon nichts als die Kirche“. Der Pfarrer bewirtschaftete im Jahr 1665 seine beiden Hufen mittlerweile wieder selbst. Er erhielt aus dem Dorf vier Eier sowie von jedem Wirt einen Bund rohen Flachses. Der Küster erhielt von jeder Hufe 6 Metzen Korn und von jedem Wirt zwei Brote. Das Erbbuch des fürstlich sächsischen Amtes Dahme 1658 zeigte, dass sich der Ort nur langsam von den Kriegseinwirkungen erholte: Das Schulzengut mit zwei Lehn- und einer Erbhufe sowie einer Wiese war zwar wieder besetzt, doch von den neun Bauerngütern lagen noch sieben wüst. Das Amts Jüterbock Erbbuch  von 1661 verzeichnete für das Dorf je 11 „Mann“ und „Weiber“, zwei mündige Söhne, zwei Schwiegertöchter, neun unmündige Söhne, 13 unmündige Töchter, einen Dienstjungen und eine Magd. Die Designation der im Amt Jüterbog vorhandenen Stadt und Vorstädte, Amts- und Ritterschaft, Dörfer, Güter, Kirchen, Pfarren, besetzten Mannschaften von 1664 zeigt, dass die sieben Bauerngüter nach wie vor unbesetzt waren.

### 18. Jahrhundert
Die Capitation und Vermögenssteuer nach der Individual-Schatzung unterm Amt Dahme, contribuable Güter und Grundstücke 1713 wies eine detaillierte Aufstellung aller zu jedem Haushalt gehörenden erwachsenen Personen auf. In Rietdorf lebten im genannten Jahr der Lehnschulze auf seinem drei Hufen großen Lehngut mit Knecht, Magd und Sohn als Dienstjungen. Der Zweihufner hatte einen Sohn als Knecht, einen Dienstjungen sowie eine Tochter als Magd, ein anderer Zweihufner einen Knecht und eine Tochter als Magd. Der dritte Zweihufner hatte einen Sohn und eine Magd, ein anderer Zweihufner einen Knecht. Zwei Dreihufner hatten jeder einen Knecht und eine Magd, ein Zweihufner einen Dienstjungen und eine Magd. Ein anderer Zweihufner hatte einen Bruder als Knecht und eine Magd, ein weiterer Zweihufner einen Knecht und eine Magd, ein anderer Zweihufner einen Knecht und eine Tochter. Ein Dreihufner hatte einen Knecht, eine Magd und ein Mädchen, ein Zweihufner eine Magd, ein anderer Zweihufner zwei Söhne als Knecht und eine Tochter als Magd, ein anderer Zweihufner einen Dienstjungen und Mädchen. Ein weiterer Dreihufner hatte einen Dienstjungen und eine Magd, ein Zweihufner einen Sohn als Knecht sowie eine Tochter als Magd, einen Sohn sowie eine Tochter. Von den vier Kossäten war einer der Windmüller, einer arbeitete als Schneider, ein weiterer hatte eine Tochter. Der Hirte beschäftigte einen Hirtenknecht und hielt 112 Schafe. Im Dorf lebten im Jahr 1722 insgesamt 21 Haushalte (=Feuerstellen), die sich auf 17 Bauern und vier Kossäten verteilten. Es gab noch keine eigene Schmiede, daher kam bei Bedarf ein Laufschmied in den Ort. Im Jahr 1777 waren es 21 angesessene Einwohner: 17 Hufner, drei Kossäten und ein Häusler; in Rietdorf gab es ein Pfarrhaus, ein Schulhaus, ein Hirtenhaus und eine Windmühle.

### 19. Jahrhundert
Zu Beginn des 19. Jahrhunderts hatten sich noch keine weiteren Gewerke im Ort niedergelassen. Eine Statistik aus den Jahren 1815/1816 führte den Meister mit seiner Windmühle sowie den Schneider und einen Laufschmied aus. Erst drei Jahre später erschien ein weiterer Schneider; außerdem wurden 21 Webstühle im Ort betrieben. Es gab weiterhin 14 männliche und 12 weibliche Dienstboten. An der grundlegenden Struktur gab es keine Änderungen: Im Jahr 1821 lebten im Dorf 17 Hufner, darunter der Lehnschulze, fünf Dreihufner und zwölf Zweihufner sowie vier Kossäten und ein Häusler (der Windmüller). Demzufolge bestand Rietdorf im Jahr 1837 aus 23 Wohnhäusern und der Windmühle. Zwischenzeitlich war im Jahr 1822 die Schreibweise Riethdorf, Rieddorf gebräuchlich. Im Jahr 1858 standen im Dorf sechs öffentliche, 25 Wohn- und 96 Wirtschaftsgebäude, darunter eine Getreidemühle. Hinzu kam im Abbau eine Windmühle. Rietdorf war 3404 Morgen (Mg) groß: 66 Mg Gehöfte, 2357 Mg Acker, 175 Mg Wiese und 806 Mg Wald.

### 20. und 21. Jahrhundert
Aus einem Viehstands- und Obstbaumlexikon ist bekannt, dass im Jahr 1900 im Dorf 37 Häuser standen. Rietdorf war 904 Hektar groß, davon bewirtschaftete der Häusler 3,08 Hektar. Ein Häusler und Stellmachermeister besaß 1,93 Hektar, ein Halbhufner 45 Hektar. Die 14 Hufner bewirtschafteten 61,75 Hektar, 61,50 Hektar, 60,46 Hektar, 57 Hektar, 56,50 Hektar, 51,50 Hektar, 48,75 Hektar, 48 Hektar, 46,50 Hektar, 45,50 Hektar, zweimal 38,50 Hektar, 25,05 Hektar bzw. 22,50 Hektar Land. Es gab einen Hufner, der auch als Schankwirt arbeitete und 51 Hektar besaß, zwei Kossäten mit 6,17 bzw. 6,32 Hektar, einen Lehrer, einen Mühlenbesitzer mit 7,2 Hektar und einen Pastor. Das Gemeindelexikon aus dem Jahr 1932 führt für das Jahr 1931 insgesamt 44 Wohnhäuser mit 50 Haushaltungen an. Im Jahr 1939 gab es im Dorf 15 land- und forstwirtschaftliche Betriebe, die zwischen 20 und 100 Hektar groß waren. Elf weitere Betriebe waren zwischen 10 und 20 Hektar, fünf Betriebe zwischen 5 und 10 Hektar sowie elf Betriebe zwischen 0,5 und 5 Hektar groß.
Nach dem Zweiten Weltkrieg erhielt das Dorf 19,6 Hektar Wald aus Gebersdorf. Sechs Hektar wurden enteignet (4,5 Hektar Acker sowie 1,5 Hektar Wiese und Weide) und auf sechs landarme Bauern verteilt. Im Jahr 1959 gründete sich eine LPG vom Typ I mit 14 Mitgliedern und 63 Hektar landwirtschaftlicher Nutzfläche. Diese war im Jahr 1965 auf 59 Mitglieder und 423 Hektar angewachsen und fünf Jahre später in eine LPG Typ III übergegangen. Sie wurde 1973 an die LPG Typ III Dahme angeschlossen. Außerdem gab es im Jahr 1960 eine LPG Typ I mit 49 Mitgliedern und 186 Hektar Fläche, die 1963 an die erstgenannte LPG Typ I angeschlossen wurde. Im Jahr 1982 bestanden die LPG Dahme Brigade Rietdorf sowie das VEG Obstbau Cottbus Betriebsteil Rietdorf.
Am 31. Dezember 2001 wurde Rietdorf nach Ihlow eingemeindet.

## Bevölkerungsentwicklung
| Einwohnerentwicklung in Rietdorf von 1734 bis 1971 | Einwohnerentwicklung in Rietdorf von 1734 bis 1971 | Einwohnerentwicklung in Rietdorf von 1734 bis 1971 | Einwohnerentwicklung in Rietdorf von 1734 bis 1971 | Einwohnerentwicklung in Rietdorf von 1734 bis 1971 | Einwohnerentwicklung in Rietdorf von 1734 bis 1971 | Einwohnerentwicklung in Rietdorf von 1734 bis 1971 | Einwohnerentwicklung in Rietdorf von 1734 bis 1971 | Einwohnerentwicklung in Rietdorf von 1734 bis 1971 | Einwohnerentwicklung in Rietdorf von 1734 bis 1971 | Einwohnerentwicklung in Rietdorf von 1734 bis 1971 | Einwohnerentwicklung in Rietdorf von 1734 bis 1971 | Einwohnerentwicklung in Rietdorf von 1734 bis 1971 | Einwohnerentwicklung in Rietdorf von 1734 bis 1971 | Einwohnerentwicklung in Rietdorf von 1734 bis 1971 |
| -------------------------------------------------- | -------------------------------------------------- | -------------------------------------------------- | -------------------------------------------------- | -------------------------------------------------- | -------------------------------------------------- | -------------------------------------------------- | -------------------------------------------------- | -------------------------------------------------- | -------------------------------------------------- | -------------------------------------------------- | -------------------------------------------------- | -------------------------------------------------- | -------------------------------------------------- | -------------------------------------------------- |
| Jahr                                               | 1815                                               | 1817                                               | 1837                                               | 1858                                               | 1871                                               | 1885                                               | 1895                                               | 1905                                               | 1925                                               | 1939                                               | 1946                                               | 1964                                               | 1971                                               | 1981                                               |
| Einwohner                                          | 162                                                | 169                                                | 187                                                | 209                                                | 225                                                | 265                                                | 265                                                | 252                                                | 250                                                | 257                                                | 279                                                | 206                                                | 180                                                | 156                                                |

## Kultur und Sehenswürdigkeiten

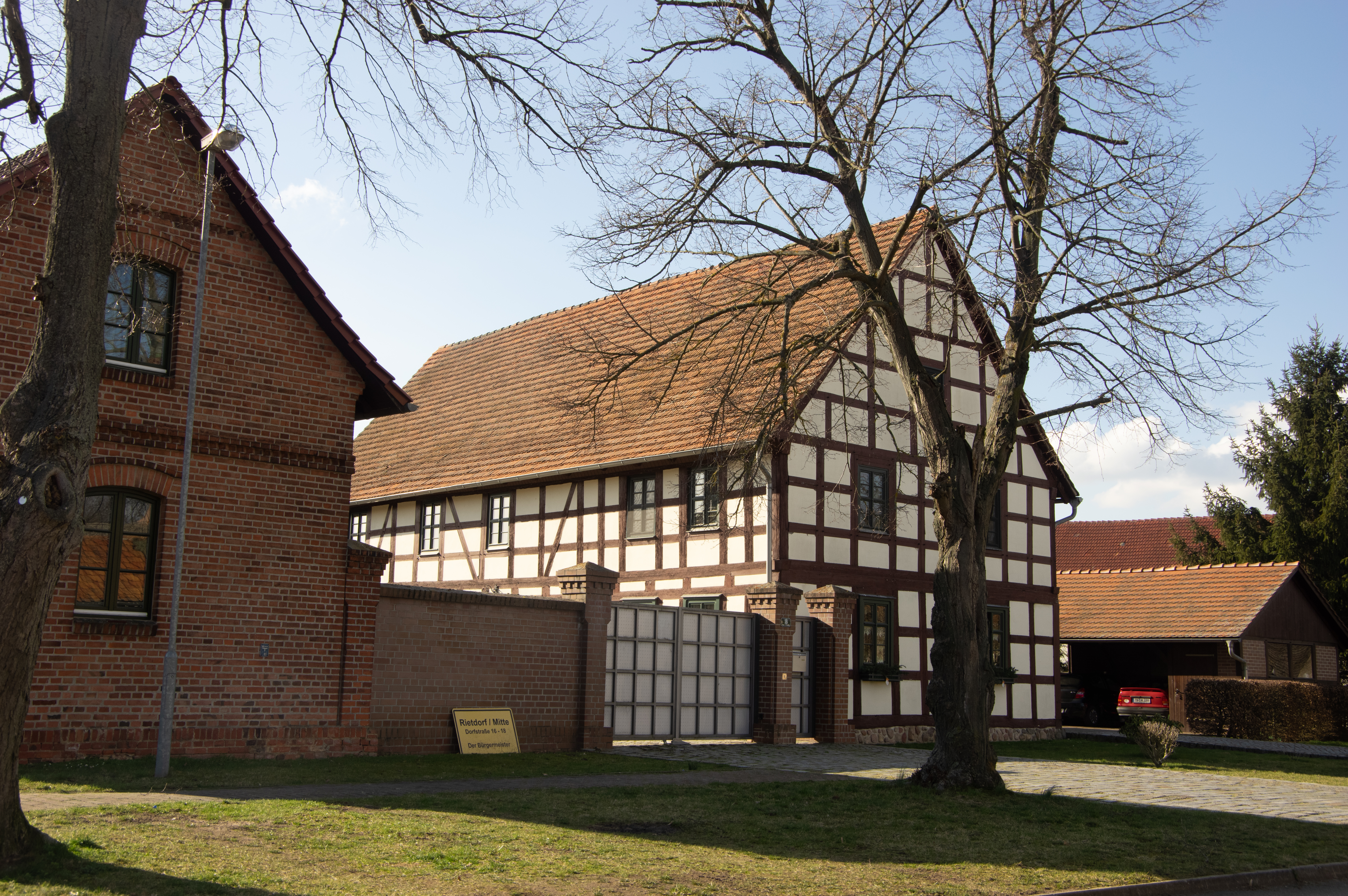
Gehöft Rietdorf 18

- Die spätromanische Feldsteinkirche entstand in der ersten Hälfte des 13. Jahrhunderts. Im Innenraum befindet sich unter anderem ein Altarretabel aus der ersten Hälfte des 17. Jahrhunderts.
- Das Gehöft in der Straße Rietdorf 18, bestehend aus Wohnhaus, Stallgebäude und straßenseitiger Einfriedung, steht unter Denkmalschutz, ebenso das Gehöft in der Straße Rietdorf 36, bestehend aus Wohn- und Torhaus, zwei Stallgebäuden sowie Holzschuppen.

## Wirtschaft und Infrastruktur
Rietdorf ist nach wie vor landwirtschaftlich geprägt. Neben Kleingewerbetreibenden gibt es einen Gasthof, eine Pension, eine Autowerkstatt sowie einen Getränkemarkt. Das Dorf ist über die gleichnamige Straße mit der südlich gelegenen Bundesstraße 102 verbunden, die in West-Ost-Richtung am Ort vorbeiführt. Eine Busverbindung der Linie 754 stellt einen Anschluss nach Dahme/Mark her.